# Гринвилл (Калифорния)
Гринвилл (англ. Greenville) — статистически обособленная местность в округе Плумас, штат Калифорния, США. Население — 1129 человек (2010).

## История
Поселение Гринвилл было основано в середине XIX века, когда Калифорния испытывала наплыв приезжих, привлеченных Калифорнийской золотой лихорадкой.
В 1881 году большая часть поселения была уничтожена пожаром, но её быстро восстановили.
4 августа 2021 года большая часть Гринвилла была превращена в руины пожаром Дикси, который был частью лесных пожаров в Калифорнии 2021 года. По оценкам пожарных, было разрушено 75 % строений, включая большую часть исторического центра города, в том числе, дома со столетней историей и многочисленные близлежащие дома. Среди разрушенных пожаром зданий были публичная библиотека и пожарная часть.

## Население
В 1882 году население Гринвилла составляло 500 человек. По переписи 2010 года население Гринвилла составляет 1129 человек, по сравнению с 1160 по переписи 2000 года.
Расовый состав населения: 79,5 % — белых, 11,8 % — коренных американцев, 1,0 % — азиатов, 0,1 % — черных или афроамериканцев, 1,5 % — других рас. К двум или более расам принадлежало 6,2 %. Доля испаноязычных составляла 9,7 % от всех жителей.
По возрастному диапазону население распределилось следующим образом: 22,7 % — лица моложе 18 лет, 60,5 % — лица в возрасте 18-64 лет, 16,8 % — лица в возрасте 65 лет и старше. Медианный возраст составлял 45,4 года. На 100 лиц женского пола в переписной местности приходилось 97,4 мужчин; на 100 женщин в возрасте от 18 лет и старше — 95,3 мужчин также старше 18 лет.
Средний доход на одно домашнее хозяйство составил 43 388 долларов США (медиана — 26 481), а средний доход на одну семью — 57 613 доллары (медиана — 45 400). За чертой бедности находилось 17,6 % лиц, в том числе 0,0 % детей в возрасте до 18 лет и 6,0 % лиц в возрасте 65 лет и старше.